# Excoecaria
Excoecaria L., 1759 è un genere di piante della famiglia delle Euforbiacee.

## Tassonomia
Comprende le seguenti specie:
- Excoecaria acerifolia Didr.
- Excoecaria acuminata Gillespie
- Excoecaria agallocha L.
- Excoecaria antsingyensis Leandri
- Excoecaria aporusifolia P.T.Li
- Excoecaria bantamensis Müll.Arg.
- Excoecaria benthamiana Hemsl.
- Excoecaria borneensis Pax & K.Hoffm.
- Excoecaria bussei (Pax) Pax
- Excoecaria canjoerensis Dennst.
- Excoecaria cochinchinensis Lour.
- Excoecaria confertiflora A.C.Sm.
- Excoecaria cuspidata (Müll.Arg.) Chakrab. & M.Gangop.
- Excoecaria dallachyana (Baill.) Benth.
- Excoecaria formosana (Hayata) Hayata & Kawak.
- Excoecaria glaucescens Scott-Elliot
- Excoecaria goudotiana (Baill.) Müll.Arg.
- Excoecaria grahamii Stapf
- Excoecaria guineensis (Benth.) Müll.Arg.
- Excoecaria holophylla Kurz
- Excoecaria kawakamii Hayata
- Excoecaria laotica (Gagnep.) Esser
- Excoecaria lissophylla Baill.
- Excoecaria madagascariensis (Baill.) Müll.Arg.
- Excoecaria magenjensis Sim
- Excoecaria obtusa Merr.
- Excoecaria oppositifolia Griff.
- Excoecaria pachyphylla Merr.
- Excoecaria parvifolia Müll.Arg.
- Excoecaria perrieri Leandri
- Excoecaria philippinensis Merr.
- Excoecaria poilanei Gagnep.
- Excoecaria rectinervis (Kurz) Kurz
- Excoecaria simii (Kuntze) Pax
- Excoecaria stenophylla Merr.
- Excoecaria thouarsiana (Baill.) Müll.Arg.
- Excoecaria venenata S.K.Lee & F.N.Wei